# Nu er det jul igen
"Nu er det jul igen" er en folkelig skandinavisk julesang. Den fynske digter Mads Hansen fra Vester Skerninge har skrevet en længere tekst, "Nu har vi jul igen", modelleret over samme mønster som den folkelige udgave. Melodien er kendt fra 1700-tallets legestuer, hvor den blev brugt til en sangleg.